# Iso Kuivajärvi
Iso Kuivajärvi är en sjö i kommunen Gustav Adolfs i landskapet Päijänne-Tavastland i Finland. Sjön ligger 130,3 meter över havet. Arean är 1,84 kvadratkilometer och strandlinjen är 10,64 kilometer lång. Sjön  ingår i Kymmene älvs huvudavrinningsområde.   Den ligger omkring 62 km nordöst om Lahtis och omkring 160 km norr om Helsingfors. 
I sjön finns öarna Pajusaaret, Likkojensaari, Selkäsaari, Tupsukallio och Ääriänluoto. 